# 쇨레넨 협곡

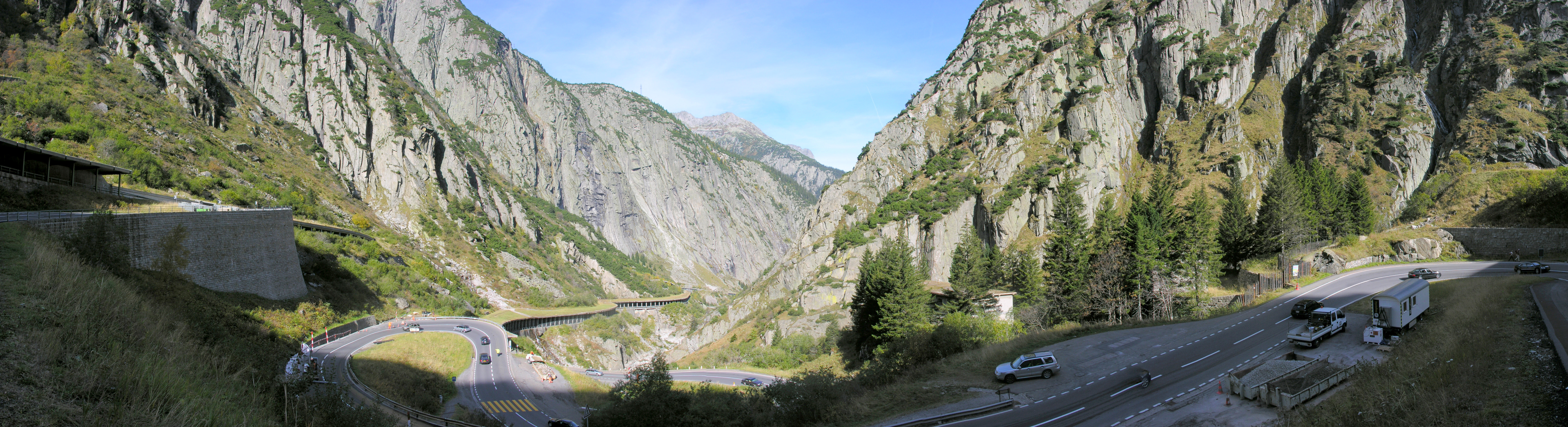
북쪽을 바라보는 쇨레넨 협곡의 전경 (2007)

쇨레넨 협곡(Schöllenen Gorge, 독일어: Schöllenenschlucht; Schöllenen)은 스위스 우리주에 있는 북쪽의 괴세넨 마을과 남쪽의 안데르마트 마을 사이의 상부 로이스강에 의해 형성된 협곡이다. 이 협곡은 고트하르트 고개에 대한 접근을 제공한다.
깎아 지른 화강암 암벽으로 둘러싸인 도로와 철도에는 몇 개의 멋진 다리와 터널이 필요하며, 그중 가장 유명한 다리는 토이펠스교(‘악마의 다리’)로 알려진 돌다리이다.

## 지질
아래쪽 우르제렌은 고트하르트 나프(‘우제렌-지역’)의 자생 퇴적물과 함께 아르 대산괴의 경계를 표시한다. 알트키르히 채석장에서는 협곡의 남쪽 끝에있는 트라이아스기와 쥐라기 퇴적물이 노출된다. 쇨레넨 협곡(우르너로히 터널)에서, 로이스강은 수정질의 아르 대산괴 (Aar granite)로 들어가며, 협곡 자체는 전형적인 알파인 조산운동 후기 하천작용에 의한 수극(water gap)이다.

## 역사

### 초기 역사

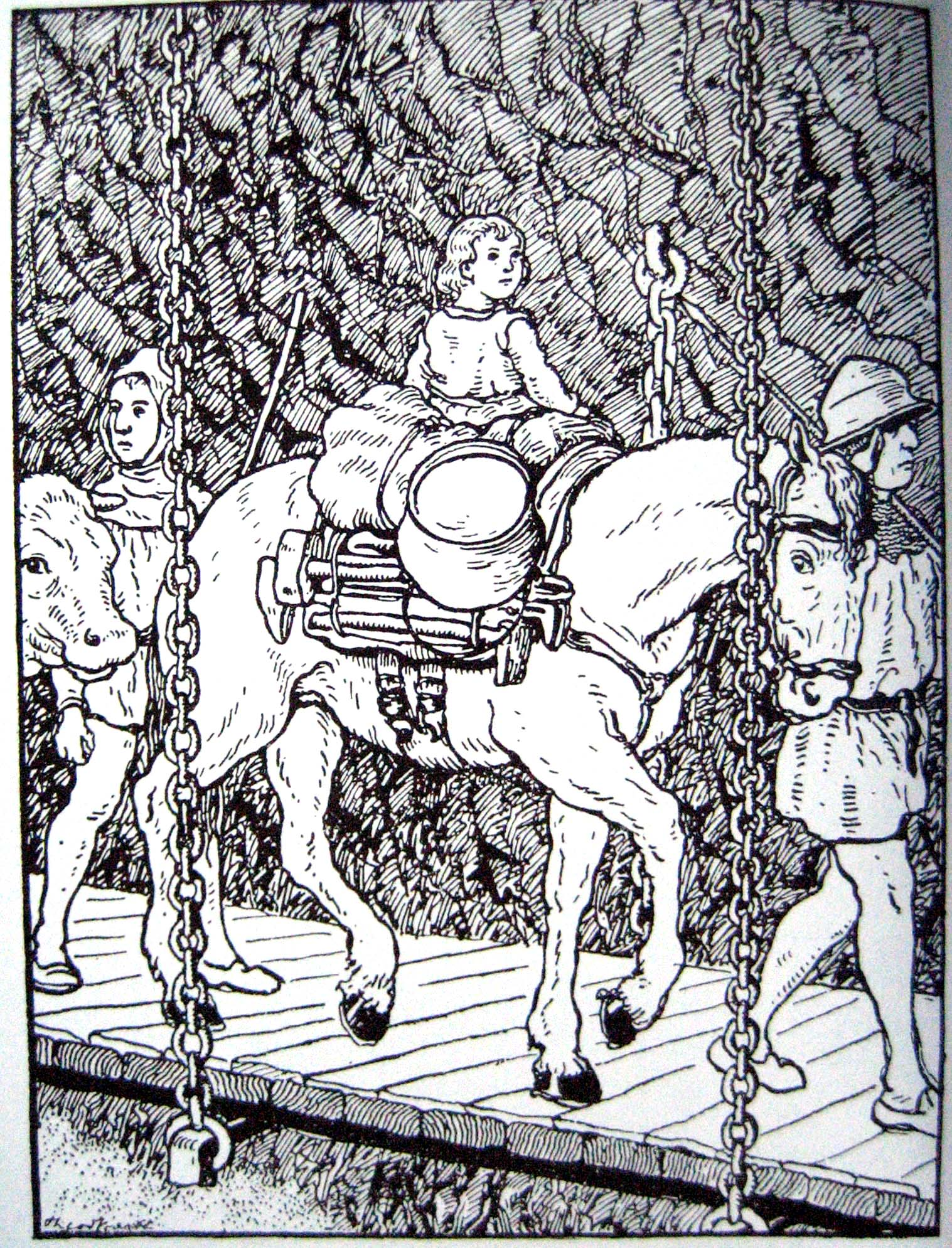
트베렌교(Twärrenbrücke, 테오도르 바르트, 1919)의 현대 삽화는 쇠사슬로 지지한다고 묘사하는 비역사적(그러나 널리 반복된) 전승을 반영한다.

협곡의 이름은 로만슈어 * scalinae ( "계단, 계단")에서 유래했다. 1420년 Schellenden으로 독일어로 기록되었다. 그것은 12세기 이전에 알프스에서 알레만니족의 정착 상한선을 형성하고, 콘스탄스와 라에티아 쿠렌시스의 주교 관할 지역의 국경을 형성했다.
협곡은 12세기 중반 경에 험준한 보도길로 통과할 수 있었던 것으로 보인다. 이 길은 협곡의 남쪽 부분을 피해야만 했고, 브뤼글벨트보덴에서 가파른 오르막을 타고 1,800m 이상으로 올라가 베츠베르크를 통해 호스펜탈로 내려갔다. 이름의 시조가 된 스칼리나는 아마도 쉽게 등반을 하기 위해 바위로 깎아 내린 계단을 언급한 것으로 추정된다.
협곡은 1230년경 (1234년 이전)에 목조 다리가 건설되면서 승마길로 처음 열렸다. 이것은 고트하르트 고개를 열었기 때문에 전략적으로 매우 중요했으며, 지역적으로나 신성 로마 제국의 이탈리아 정치에 역사적인 결과를 가져왔다.
쇨레넨을 가로지르는 원래의 승마길은 트베렌교(Twärrenbrücke)로 알려진 암벽에 부착된 나무 발판과 협곡을 가로지르는 나무다리로 실현되었으며, 1306년에 stiebende Brugge("스프레이 다리")로 기록되었다. 트베렌교는 협곡을 가로질러 놓인 기둥 위에 놓여있었다. 매달린 사슬에 의해 뒷받침되는 것으로 상상하는 전설은 18세기에 붕괴된 후에 발전했다. 트베렌교의 건설과 관련된 기술은 12세기에 여전히 우르제렌에 정착을 시작한 것으로 알려진 발저족에서부터 기인한다. 16세기 사초는 다리의 건설을 괴세넨의 대장장이인 하이니(하인리히)가 했다고 기록했다. 로베르트 쉐들러는 1919년 쇨레넨 승마로, 《괴세넨의 대장장이》에서 건설을 둘러싼 역사 소설을 출간했다.

### 악마의 다리 전설

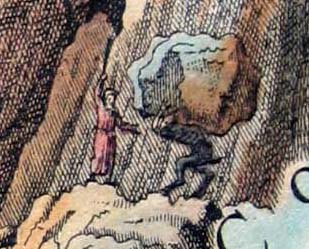
요한 야코프 쇼이히처의 노바 헬베티아에 타불라 지리학 1712에 나온 설명, 이는 악마가 바위를 던지는 것을 막는 성인의 모습을 보여준다(요한 멜키오르 퓌슬리의 그림)

초기 현대 스위스에서는 다리 건설을 악마에게 시켰다는 전설이 개발되었다. 이것은 유럽의 수많은 오래된 다리에 붙어있는 모티프이다 (비교 설명은 악마의 다리 참조). 악마의 다리(Teiffels Brucken, 현대 독일어 Teufelsbrücke)라는 이름은 1587년에 처음 기록되었다.
전설은 요한 야콥 쇼이히처(Johann Jakob Scheuchzer, 1716)와 관련이 있다. 쇼이히처에 따르면, 그는 우리주 사람들이 다리를 짓는 어려운 임무를 위해 악마를 모집한 지역 전설을 들었다. 악마는 도움을 주는 대가로 다리를 통과하는 최초의 것을 받기를 요청했다. 다리를 건너는 첫 번째 인간의 영혼을 받기를 기대했던 악마를 속이기 위해 우리 사람들은 빵 한 조각을 던져 개를 가로질러 보냈고, 개는 즉시 악마에 의해 조각으로 찢어졌다. 속임수에 당했다는 것에 분노한 악마는 다리를 부수기 위해 큰 바위를 가져오러 갔지만, 바위를 다리로 되돌려 놓고, 그는 ‘그를 꾸짖는’ 거룩한 사람(der ihn bescholten)을 만났고, 괴세넨 아래의 길에서 여전히 볼 수 있는 바위를 떨어뜨리도록 강요했다. 마인라트 리네르트는 《스위스 전설과 영웅 이야기》(1915)를 현대적으로 재해석하여 출판했다. 리네르트의 판에 따르면, 염소가 개 대신 다리를 가로질러 보내졌고, 거룩한 사람 대신에 악마는 바위를 운반하느라 지쳐서 휴식을 취할 때 바위를 십자가로 표시한 노인을 만나 악마가 그것을 버리고 도망가도록 묘사했다.
전설은 16세기 이전에 존재하지 않았던 것으로 보이며, 지역 전승에서의 기원은 불확실하다. 라우프-벨라르트(1924)는 토이펠스교라는 이름이 원래 17세기에만 악마와 관련된 지역 전설을 불러일으킨 학식있는 여행자들의 잘못된 해석 때문이라고 추측했다.

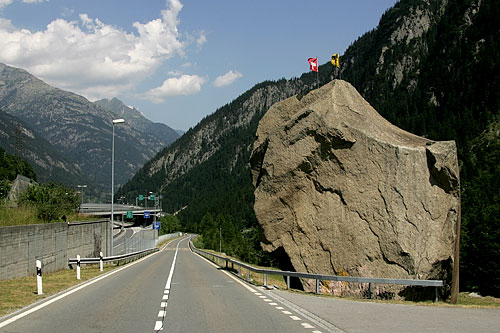
현대의 토이펠스슈타인 의 위치(2006년 사진)

악마의 돌(Teufelsstein)은 괴세넨 근처의 화강암 바위로 높이는 12m 가량이고, 무게는 2,200톤에 이른다. 1887년에, 이 바위는 마에스트라니 슈바이처 쇼코라덴파브리크에게 80프랑에 팔렸다. 노란색으로 칠해져 이제는 초콜릿 광고로 사용되었다. 1923년에, 이 바위를 철거할 계획이 있었지만, 그것은 우리주 나투르포르쉔데 회사의 사장인 막스 외히슐린의 주도로 보존되었다. 1970년, 악마의 돌은 N2 고속도로를 내기 위해 다시 파괴될 예정이었다. 이번에는 그것을 보존하기 위한 광범위한 운동이 있었고, 1971년 연방 당국은 25만 프랑의 예상 비용을 들여 돌을 옮기기로 동의했다. (그중 우리주는 7,000프랑을 기부했다.) 이로 인해 비용이 과도하다고 여겨지기 때문에 계획에 반대하는 인기 있는 캠페인이 발생했다. 자유주의 신문 고트하르트 포스트는 은퇴자 주택 건설에 돈을 쓰자면서 1,000명 지지 서명을 모으자고 제안했다. 주 정부는 1925년부터 우리주 나투르포르쉔데 회사의 재산이었기 때문에 바위를 파괴할 법적 근거가 없다고 주장했다. 1972년 9월 1일 연방 의회는 마침내 바위를 옮기는 데 동의했으며 CHF 335,000의 비용을 들여 127m를 이동했다. 그것은 지금 고속도로의 40번 출구(괴 슈넨)의 경사로에, 고트하르트 도로 터널의 입구에, 철도와 고속도로에서 모두 볼 수 있다.

### 초기 근대사

우르너로히 터널의 모습 (살로몬 게스너, 1781)

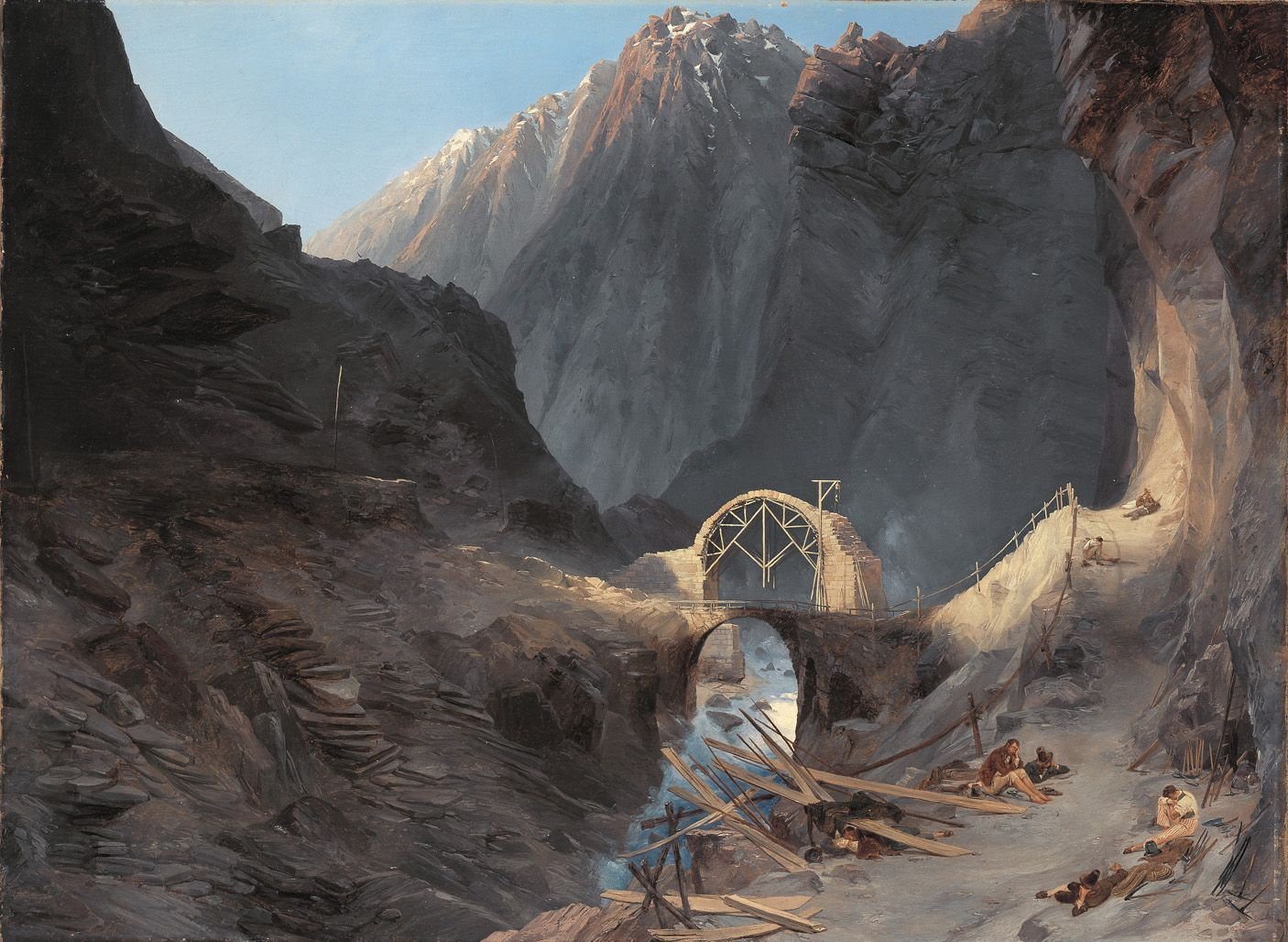
두번째 다리의 건설, 카를 블레헨 (1833년경)

목조 다리였던 슈티벤더 슈테크(Stiebender Steg)는 1595년에 악마의 다리(토이펠스교)로 알려지게 된 돌다리로 대체되었다.
성 패트릭의 날(3월 17일) 1608년 휴 오닐에 티론의 백작이 동료 게일인 98명과 함께 영국을 탈출하고 있었는데, 악마의 다리를 건너 그의 재산을 나르는 말 중 하나가 아래의 급류에 뛰어들었다. 말은 되찾을 수 있었지만, 격렬한 급류에서 휩쓸린 금은 찾지 못했다.
트베렌교를 대체하기 위해 길이 60m 가량의 터널을 포함한 새로운 도로가 1707/8년에 건설되었다. 우르너로히 터널(Urnerloch)로 알려진 이 터널은 알프스에 건설된 최초의 도로 터널이었다. 이 터널은 피에트로 모레티니(1660-1737)에 의해 건설되었다. 건설 후, 트베렌교는 더 이상 유지되지 않고, 붕괴했다.
1783년 H. R. 쉰친은 미텔교 또는 탄첸바인으로 알려진 우리주와 우르제렌 사이의 경계를 표시하는 또 다른 다리를 언급한다.
1799년에, 그 다리는 나폴레옹 전쟁 동안 수보로프의 이탈리아와 스위스 원정대의 가장 극적인 전투 중 하나의 전장터였다. 다리는 퇴각하는 프랑스 군대에 의해 심하게 손상되었다. 그 결과, 이탈리아와의 무역은 스플뤼겐 고개로 이동했다. 악마의 다리 바로 남쪽에 있는 수보로프(Suvorov) 기념물은 1899년 러시아 제국에 의해 위임되었다.

### 현대 공학

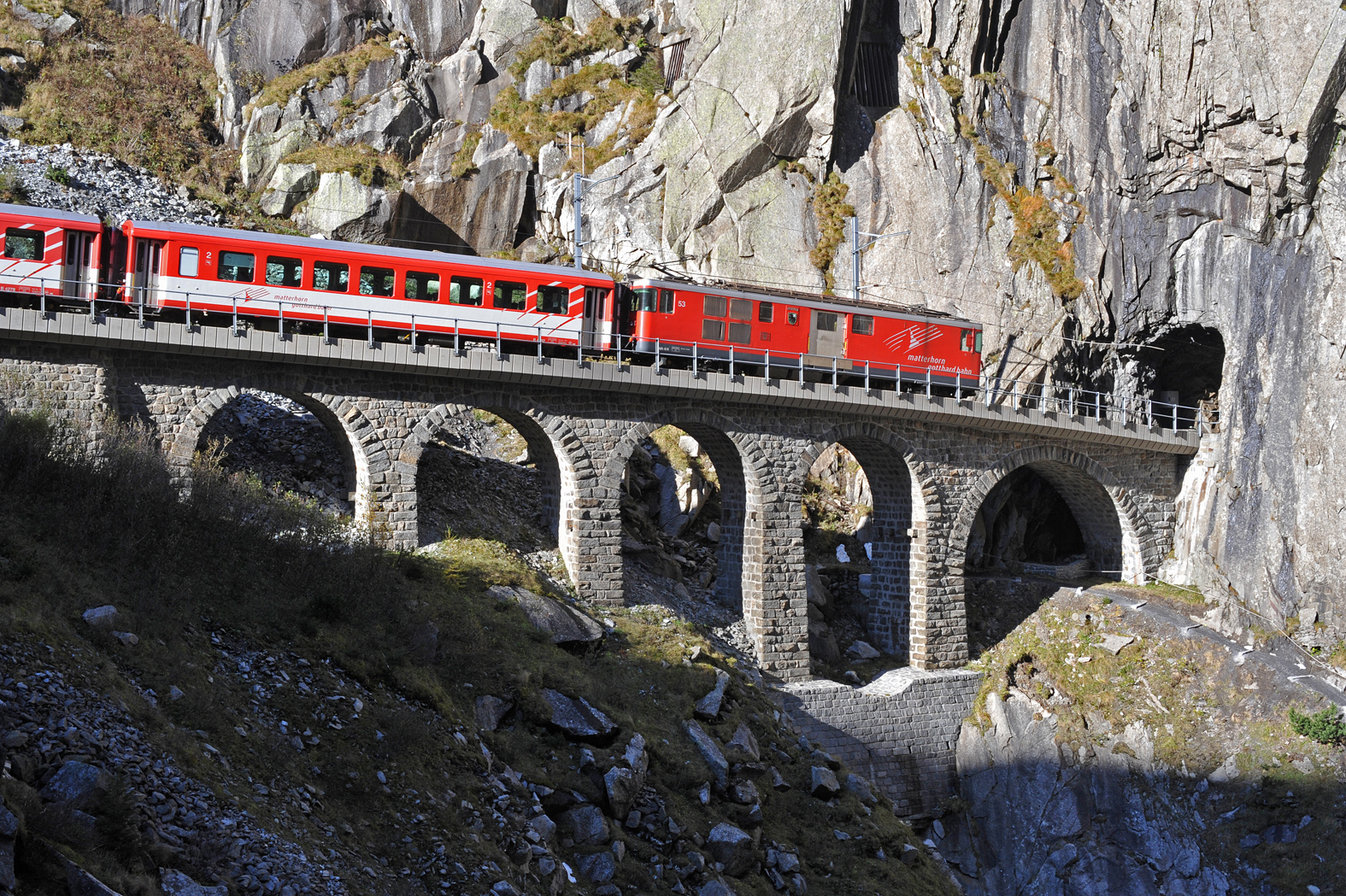
쇨레넨 철도 교량과 터널

교체 절단된 돌다리는 괴세넨과 호스펜탈 사이의 새로운 고트하르트 도로의 확장을 담당하는 주의 엔지니어인 카를 에마누엘 뮐러(1804-1869)에 의해 계획되고 실행되었다. 건축에는 10년이 걸렸으며, 1830-32년 칼 블레첸의 유명한 그림의 주제였다. 새로운 다리는 (단일 차선) 전동 교통을 허용하여, 고트하르트 고개를 자동차도 이용하게 만들었다. 1595년 다리는 1830년에 두 번째 다리가 완공된 후 사용되지 않았으며, 1888년에 붕괴되었다.
1872년의 고트하르트 철도 프로젝트는 그 아래에 고트하르트 철도 터널을 건설하여 쇨레넨 협곡을 피했지만, 랙 철도인 쇨레넨 철도는 1917년에 협곡을 통과하여 건설되었다. 현대 도로 다리와 터널은 1958년으로 거슬러 올라간다. 그것은 1960년대와 1970년대에 중앙 알프스를 가로지르는 주요 도로 역할을 했지만, 1980년 고트하르트 도로 터널 건설 이후 우리주와 발레주 그리고 수르셀바군을 연결하는 지역적 중요성이 있었다.